# Братья Яремчук

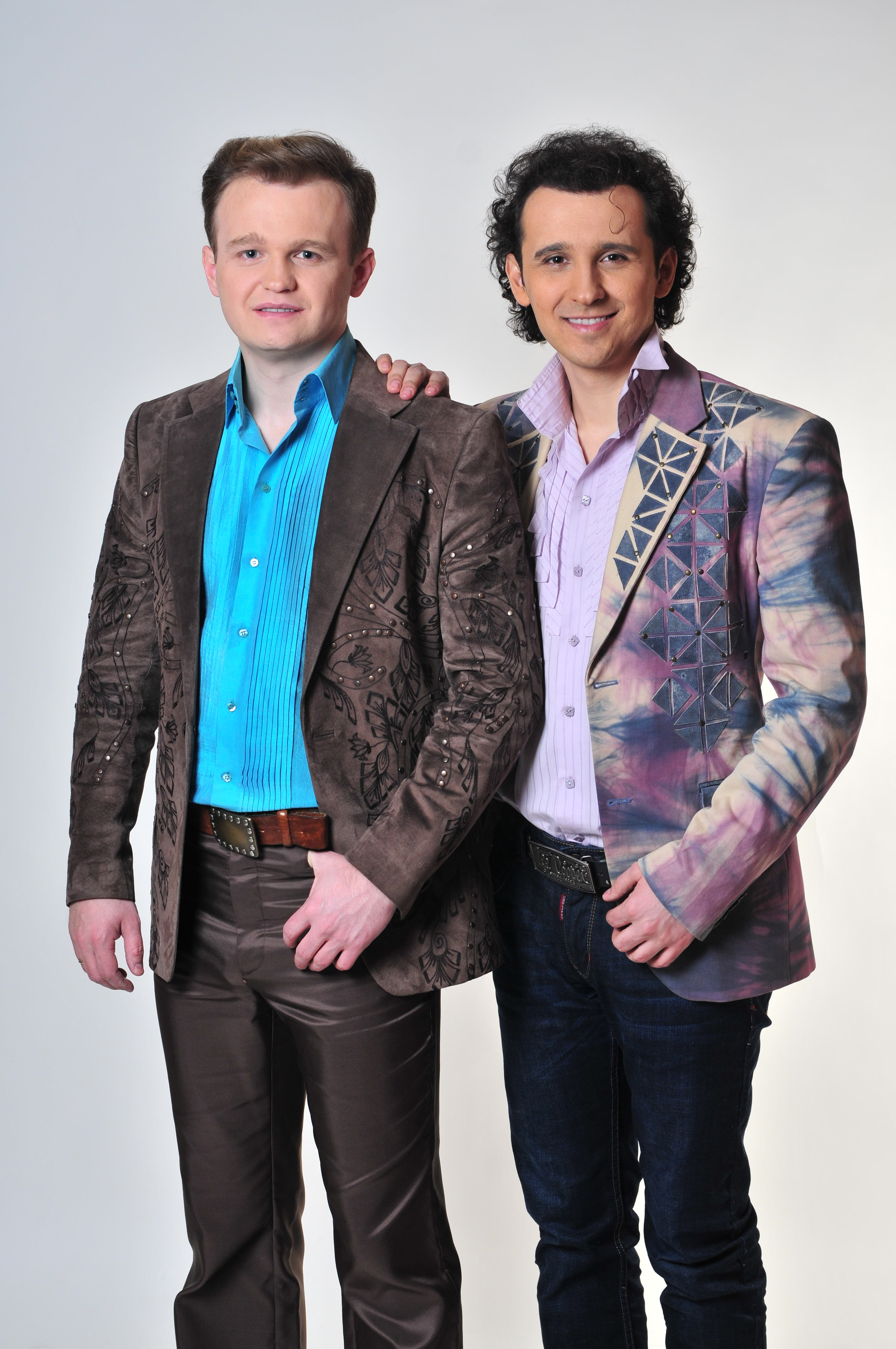
Назарий (слева), Дмитрий (справа)

Бра́тья Яремчу́к (укр. Брати Яремчук) — украинские певцы, музыканты, заслуженные артисты Украины, Наза́рий Яремчук (род. 1977) и Дми́трий Яремчук (род. 1976) Яремчук. Сыновья украинского певца Назария Яремчука.

## Деятельность
Профессиональная деятельность Дмитрия и Назария началась с 1996 года, с дебютного выступления на торжественном концерте деятелей искусств по случаю празднования 5-й годовщины Независимости Украины, который состоялся в Национальном дворце «Украина». Здесь братья на «большой сцене» впервые исполнили песню «Вышиванка» (муз. А. Злотник, сл. Г. Булах).
С 1996 по 2001 гг. братья Яремчук принимали участие во всеукраинских, международных и благотворительных турах международного фестиваля «Славянский базар», благотворительного фонда «Надежды и Добра», песенного фестиваля «Родина» им. Назария Яремчука Архивная копия от 12 января 2016 на Wayback Machine. В 1997 году приняли участие в культурных мероприятиях «Дни культуры Украины в Республике Узбекистан».
Братья Яремчуки с гастролями объездили всю Украину, а также гастролировали за рубежом: 2000 г. — Израиль; 2002 г. — Россия; 2008, 2012, 2015 гг. — гастроли в Соединённых Штатах Америки, 2009, 2015 гг. — Италия; 2015 г. — Португалия, Испания, Франция, Чешская республика.
В 2002 году братья Назарий и Дмитрий Яремчуки стали учредителями песенного фестиваля «Родина» имени Назария Яремчука, в котором принимают участие ведущие певцы и коллективы современного украинского эстрадного искусства. Фестиваль посвящён творчеству и памяти их отца, Народного артиста Украины Назария Яремчука.
Начиная с 2014 года братья Яремчуки с концертами поехали в большой всеукраинский и международный тур «Моя Україна — велика родина» («Моя Украина — большая семья»), целью которого является объединение украинцев в нелёгкие для Родины времена вокруг важных тем: любовь к родной земле, к Родине, стране, семье, матери. Эти темы до сих пор остаются главными в их творчестве. С концертным туром Дмитрий и Назарий объездили почти всю Украину: Киев, Харьков, Черкассы, Житомир, Кировоград, Полтава, Львов, Ивано-Франковск, Луцк и много других больших и маленьких городов. Международная часть тура «Моя Україна — велика родина» состоялась в городах стран Европы: Португалия (Лиссабон), Испания (Мадрид, Барселона, Севилья, Торревьеха, Мурсия), Франция (Париж), Италия (Салерно), Чехия (Прага).
Братья Яремчуки поют преимущественно в дуэте и сольно. В их репертуаре песни «Наша доля», «Стожари», «Родина», «Вишиванка», «Моя Україна — велика родина», «Хай буде щастя і любов», «Пісня про рушник», «Тече вода», «Червона рута», «Бажання», «Водограй», «Подарую світу», «Черемшина». «Я так люблю, Україно, тебе», «Хай щастить вам, люди добрі», «Два кольори», «Напишу листа».
Дмитрий и Назарий поют песни на музыку композиторов А. Злотника, А. Билаша, Н. Яремчука (младшего),В. Ивасюка, П. Дворского, И. Поклада, В. Михайлюка. Авторы слов к их песням: Ю. Рыбчинский, М. Ткач, В. Крищенко, Д. Павлычко, О. Ткач, В. Ивасюк, П.Майборода, В. П. Герасименко, Г. Булах, М. Юрийчук, В. Кудрявцев, Н. Яремчук, Н. Яремчук (младший), В. Матвиенко, А. Матвийчук, А. Малышко, Д. Яремчук.

## Награды
- Дипломы лауреатов Х, XI и XIII Всеукраинского фестиваля современной украинской эстрадной песни «Песенный вернисаж» — 1996, 1997, 1999 гг.
- Дипломы лауреатов телерадиопроекта «Шлягер года» 1998, 1999, 2000, 2001 гг.
- Обладатели Гран-При международного песенного конкурса «Доля-2000» (Украина);
- Дипломы лауреатов II премии Международного песенного конкурса «Золотой шлягер» 2000 г. (Белоруссия);
- Почетные звания «Заслуженный артист Украины».
- Диплом Всеукраинской программы «Национальные лидеры Украины» 2013 г.
- Диплом Association franco-ukrainienne «ART culture et creativite» (ACEC) «Pour ses participation au Concert de blenfaisance „Mon Ukraine est une grande famille“» — 2015 г.
- Диплом Asociace Ukrajinske hromadz C.R. «Za vysoke profesni dovednosti a podporu ukrajinske pisni ve svete» — 2015 г.

## Дискография
- «Сонце в твоїх очах»[2] — 2002 г.
- «Родина» — 2004 г. (переиздан в 2010).
- «Наша доля» — 2005 г. (переиздан в 2010).
- «Кращі пісні» — 2010 г.
- «Я подарую світу» — 2011 г.